# Kukisvumtxorr
El Kukisvumtxorr (en rus: Кукисвумчорр) és una muntanya que forma part de la serralada del massís de Khibini, a la península de Kola, Rússia. El mont és a prop del centre de la serralada, i es tracta d'un cim nu i pedregós, mentre que els laterals estan cobertes amb vegetació de tundra. El microdistricte de Kukisvumtxorr comparteix nom amb la muntanya.

## Mineralogia

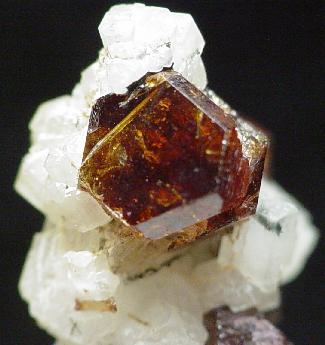
Excepcional cristall d'eudialita trobat al mont Kukisvumtxorr

La muntanya té una mineralogia interessant, que destaca per la seva composició de sienita nefelínica. El 21 d'octubre de l'any 2010 s'hi va produir un terratrèmol de magnitud 3,2 a l'escala de Richter. Es sospita que podria haver estat provocat per la mineria de la zona, ja que és un indret on s'extreu apatita.
En aquesta muntanya han estat descrites més de 250 espècies vàlides de minerals, de les quals 33 han estat descobertes en aquest indret. Els minerals descoberts al mont Kukisvumtxorr són:
| Nom                   | Fórmula                                              |
| Ancylita-(La)         | LaSr(CO₃)₂(OH)·H₂O                                   |
| Armbrusterita         | Na₆K₅Mn3+Mn142+[Si9O22]₄(OH)10·4H₂O                  |
| Baritolamprofil·lita  | (BaK)Ti₂Na₃Ti(Si₂O₇)₂O₂(OH)₂                         |
| Belovita-(La)         | NaLaSr₃(PO₄)₃F                                       |
| Bussenita             | Ba₄(Na,◻)₂(Fe2+,Na)₂Ti₂(Si₂O₇)₂(CO₃)₂O₂(OH)₂(H₂O)₂F₂ |
| Estronadelfita        | Sr₅(PO₄)₃F                                           |
| Fluorcalciobritholita | (Ca,REE)₅(SiO₄,PO₄)₃F                                |
| Fluorcanasita         | K₃Na₃Ca₅Si₁₂O30F₄·H₂O                                |
| Ikorskyita            | KMn3+(Si₄O₁₀)·3H₂O                                   |
| Ilyukhinita           | (H₃O,Na)14Ca₆Mn₂Zr₃Si26O72(OH)₂·3H₂O                 |
| Isolueshita           | NaNbO₃                                               |
| Kalifersita           | K₅Fe₇3+Si20O50(OH)₆·12H₂O                            |
| Kazanskyita           | BaNa₃Ti₂Nb(Si₂O₇)₂O₂(OH)₂·4H₂O                       |
| Kolskyita             | (Ca◻)Ti₂Na₂Ti₂(Si₂O₇)₂O₄(H₂O)₇                       |
| Kukharenkoïta-(Ce)    | Ba₂Ce(CO₃)₃F                                         |
| Kukharenkoïta-(La)    | Ba₂La(CO₃)₃F                                         |

| Nom                  | Fórmula                                          |
| Kukisvumita          | Na₆ZnTi₄O₄(SiO₃)₈·4H₂O                           |
| Labuntsovita-Fe      | Na₄K₄Fe₂2+Ti₈(Si₄O₁₂)₄(O,OH)₈·10-12H₂O           |
| Lemmleinita-Ba       | Na₄K₄Ba2+xTi₈(Si₄O₁₂)₄(O,OH)₈·8H₂O               |
| Lobanovita           | K₂Na(Fe₄2+Mg₂Na)Ti₂(Si₄O₁₂)₂O₂(OH)₄              |
| Mckelveyita-(Nd)     | NaCaBa₃Nd(CO₃)6 · 3H₂O                           |
| Middendorfita        | K₃Na₂Mn₅Si₁₂(O,OH)36·2H₂O                        |
| Nafertisita          | Na₃Fe102+Ti₂4+(Si₆O17)₂O₂(OH)₆F·2H₂Oub>(H₂O)₁₂   |
| Nechelyustovita      | (Na◻)◻₂Ba₄Ti₄Nb₄(Na11◻)Ti₄(Si₂O₇)₈O₈(OH)8</sb>2O |
| Paravinogradovita    | (Na,◻)₂(Ti4+,Fe3+)₄(Si₂O₆)₂(Si₃AlO10)(OH)₄·H₂O   |
| Podlesnoïta          | Ca₂Ba(CO₃)₂F₂Si₈O22(OH)₂                         |
| Potassicarfvedsonita | KNa₂Fe₄2+Fe3+                                    |
| Rasvumita            | KFe₂S₃                                           |
| Saamita              | Ba◻TiNbNa₃Ti(Si₂O₇)₂O₂(OH)₂(H₂O)₂                |
| Xirokxinita          | K(Mg₂Na)Si₄O10F₂                                 |
| Sitinakita           | KNa₂Ti₄Si₂O13(OH)·4H₂O                           |
| Tuliokita            | Na₆BaTh(CO₃)₆·6H₂O                               |
| Yakovenchukita-(Y)   | K₃NaCaY₂Si₁₂O30·4H₂O                             |

També ha estat descoberta en aquest mont la natrokomarovita (l'anàleg amb sodi de la komarovita), un mineral desacreditat per l'Associació Mineralògica Internacional en tractar-se d'un piroclor petrificat, i no d'una espècie nova.